# Преображенско (район на Москва)
Преображенско е административен район на Източен окръг в Москва.
Наречен е в чест на село Преображенское, където се е намирала резиденцията на цар Алексей Михайлович и на Петър Първи.
На територията му се намира историческото Преображенско гробище.